# Suimanga de Bates
El suimanga de Bates (Cinnyris batesi) és un ocell de la família dels nectarínids (Nectariniidae).

## Hàbitat i distribució
Viu als clars del bosc i vegetació secundària de Costa d'Ivori, Ghana, sud de Nigèria, sud de Camerun, l'illa de Bioko, el Gabon, centre, est i sud-est de la República Democràtica del Congo, est d'Angola i nord-oest de Zàmbia.